# Gundagai
Gundagai é uma cidade no estado de Nova Gales do Sul, na Austrália. Embora seja uma cidade pequena, Gundagai é uma referência popular para escritores e se tornou um ícone representativo de uma típica cidade australiana.
No censo australiano de 2016, a cidade tinha uma população de 1.925 habitantes.